# HD 29737
HD 29737，又名CD-24 2488，SAO 169650、HR 1495，是一颗恒星，视星等为5.58，位于銀經223.58，銀緯-38.91，其B1900.0坐标为赤經4h 35m 57.2s，赤緯-24° -38.91′ 40″。